# Amfetamin
| Amfetamin |                                                                 |
| \| \| \| |                                                                 |
| IUPAC-név | (±)-1-fenilpropán-2-amin                                        |
| Más nevek | alfa-metil-fenetilamin, 1-fenil-2-aminopropán, dexamfetamin     |
| Kémiai azonosítók                                                                                               |                                                                 |
| CAS-szám | 300-62-9                                                        |
| PubChem | 3007                                                            |
| ChemSpider | 13852819                                                        |
| EINECS-szám | 206-096-2                                                       |
| DrugBank | DB00182                                                         |
| KEGG | C07514                                                          |
| ChEBI | 132233                                                          |
| ATC kód | N06BA01                                                         |
| Gyógyszer szabadnév                                                                                             | amfetamine                                                      |
| Gyógyszerkönyvi név                                                                                             | Amphetamini sulfas                                              |
| InChIKey | KWTSXDURSIMDCE-UHFFFAOYSA-N                                     |
| Beilstein | 507867                                                          |
| Gmelin | 406210                                                          |
| UNII | CK833KGX7E                                                      |
| ChEMBL | CHEMBL405                                                       |
| Kémiai és fizikai tulajdonságok                                                                                 |                                                                 |
| Kémiai képlet                                                                                                   | C9H13N                                                          |
| Moláris tömeg                                                                                                   | 135,21 g/mol                                                    |
| Megjelenés | jellegzetes szagú olajos folyadék                               |
| Sűrűség | 0,913 g/cm³                                                     |
| Forráspont | 69–420 °C                                                       |
| Oldhatóság (vízben)                                                                                             | alig oldódik                                                    |
| Oldószerei | alkoholban, éterben, savakban jól oldódik                       |
| Veszélyek |                                                                 |
| LD50 | (patkányon) 180 mg/kg (s.c.) (55 mg/kg amfetamin-szulfát, p.o.) |
| Ha másként nem jelöljük, az adatok az anyag standardállapotára (100 kPa) és 25 °C-os hőmérsékletre vonatkoznak. |                                                                 |
| |                                                                 |

Az amfetamin az alkaloidok közé tartozó, mesterségesen előállított szerves vegyület, melyet korábban elterjedten használtak gyógyszerek alapanyagaként (lásd a magyar Aktedron, a régi Chinoin gyár terméke, magyar amfetaminszármazék: Centedrin-metilfenidát, Richter Gedeon), újabban viszont inkább mint stimuláló (élénkítő) hatású illegálisan előállított szer (mint tiltott kábítószer) ismert.
Az amfetamin elnevezés konkrétan az alfa-metil-fenetilamin nevű szerves vegyületre vonatkozik.
Amfetaminszármazéknak nevezzük a farmakológiában az összes hasonló kémiai szerkezetű vegyületet – drogokat, gyógyszereket is. Szimpatomimetikum, illetve pszichostimuláns névvel illetjük a központi idegrendszer serkentőit. Ez tehát egy farmakológiai fogalom, míg az amfetaminszármazék elnevezés egy szerves kémiai csoportot jelöl. Jellemző azonban, hogy az amfetaminhoz hasonló kémiai szerkezetű anyagok, több-kevesebb pszichostimuláns tulajdonsággal rendelkeznek, de egyes származékok kifejezetten hallucinogén hatásúak. Általános hatásaik még a hörgőtágító, érszűkítő, vérnyomást emelő, étvágycsökkentő és fájdalomcsillapító hatás. Néhány amfetaminszármazékot helyi érzéstelenítőként használnak fel. Az amfetaminszármazékok közé tartozik maga az amfetamin is ("Speed"), valamint a metamfetamin , metiléndioxi-amfetamin (MDA) és a metiléndioxi-metamfetamin (MDMA, "Ecstasy", "Adam" stb.), valamint a 4-bróm-2,5-dimetoxiamfetamin (DOM) is.

## Története
Az amfetamin elnevezés az alfa-metil-feniletilamin kémiai név rövidítéséből származik, melyet Gordon Alles amerikai vegyész adott a vegyületnek 1927-ben.
Magát a vegyületet (melynek kémiai neve a mai szabályok szerint 1-fenil-2-aminopropán) először Lazar Edeleanu román vegyész állította elő a Berlini Egyetemen 1887-ben. Biológiai hatását 1910-ben kezdték kutatni angol vegyészek, amikor az adrenalinéhoz hasonló hatású, szintetikusan előállítható vegyületet kerestek.
Szimpatomimetikus, más elnevezés szerint pszichostimuláns hatását az 1920-as években ismerték fel. Amfetamint először a Benzedrin nevű gyógyszerben alkalmaztak foszforsavas só formájában, és hörgőtágító hatását az asztma kezelésében hasznosították. (Korábban erre és hasonló célokra az ázsiai eredetű Ephedra növényből kivont efedrint – amely egy a természetben előforduló amfetaminszármazék – használták, így előállításával sikerült jócskán csökkenteni az importtól való függést.) Gyógyszerként (és később drogként) való használata ekkor terjed el a világban.
Az első visszaélések a szerrel valószínűleg az Amerikai Egyesült Államokban történtek az 1930-as évek végén, ahol egyetemisták felfedezték, hogy minimális mennyiségű amfetamintól sokkal könnyebben képesek fennmaradni éjszaka és tanulni, jobb lesz a koncentrálóképességük valamint testi szükségleteik is minimálisra csökkennek.
A spanyol polgárháborúban, majd a második világháború mindegyik nagyobb hadseregében a harcoló alakulatok fáradtságának leküzdésére valamint éberségének és teljesítményének fokozására amfetamintablettákat rendszeresítettek. 1942-től Hitler is rendszeresen metamfetamin-injekciókat (Pervitin) kapott orvosától. A háború utáni (többé-kevésbé legális) polgári használat az 1960-as évekig erősödött.Illegális használata (abúzusa) illetve katonai célú felhasználása (például az USA légi erejénél a Dexedrine) a mai napig fennmaradt.
Erdős Pál magyar matematikus is – saját bevallása szerint – naponta élt az amfetamin élénkítő, a gyors és független – elvont – gondolkodást segítő hatásával.

## Hatása
Az amfetamin típusú szerek hatásai:
- stimuláló (élénkítő)
- érszűkítő
- vérnyomásemelő
- hörgőtágító
- anorexigén (étvágycsökkentő hatás)
- entaktogén (társas kapcsolatokat könnyítő)

### A biokémiai hatásmechanizmus
Ezen vegyületcsoport molekulái – köztük az amfetamin – a szimpatikus (központi) idegrendszerre gyakorolt igen erős hatásukat annak köszönhetik, hogy kémiai szerkezetük nagyon hasonlít a szervezetben is megtalálható ingerület-átvivő anyagokéhoz (dopamin, adrenalin, szerotonin), ugyanakkor lipofil jellegük miatt könnyen átjutnak a vér-agy gáton. A természetes neurotranszmitterektől való különbözőség azonban megakadályozza ezen vegyületek lebontását. Biológiai hatása a jobbra forgató amfetamin-molekulának erősebb (S-(+)-amfetamin, dextroamfetamin).
Az amfetaminszármazékok felszabadítják az idegvégződésekben a szerotonin, a dopamin valamint a noradrenalin raktárakat, egyben gátolják ez utóbbi két hírvivő-molekula visszavételét. Nagy dózisban pedig még ezek enzimatikus lebontását is megakadályozzák (MAO-gátlók). A végeredmény tehát a serkentő hatású ingerület-átvivő anyagoknak a megnövekedett mennyisége. Az egyes amfetaminok továbbá közvetlenül is ingerlik a posztszinaptikus receptorokat.
Az egyes amfetamin-származékok különböző hatásai (energia, érdeklődés, motiváció, ösztönzés, impulzivitás illetve ezek kombinációi) attól függnek, hogy a molekulák mely receptorokat ingerlik jobban, illetve mely neurotranszmitter mennyiségét emelik meg hatékonyabban, továbbá attól is, milyen dózisban és gyakorisággal alkalmazzák ezeket.
Hatását az amfetamin (azon belül is a dexamfetamin) tehát elsősorban azokon az idegsejteken fejti ki, melyek neurotranszmitterként dopamint használnak. Az így megemelkedett dopamin szint, fokozott erőnlétről, energiáról, magabiztosságról és megnövekedett tenni akarásról informálja az agyat, aminek következménye a "felpörgetett" állapot és eufória. Gyorsul és rendszertelenné (aritmia) válik a szívverés valamint felgyorsul a légzés, az erek összehúzódása következtében emelkedik a vérnyomás, növekszik a testhőmérséklet és előtérbe kerülnek az energiatermelő folyamatok, amelyek az energiaraktárak (máj, zsír, izom) használatát eredményezik.

### Pszichés hatások
Étvágycsökkenés, állóképesség növekedése, növekszik a fizikai erő és főleg a szellemi képességek, valamint fokozódik a szexuális vágy. Jellemző továbbá a fokozott légzés, magabiztosság, hiperaktivitás, eufória, izgatottság, hányinger, akaratlan mozgások, bőbeszédűség, viszketés, szívritmuszavar, fejfájás, hasmenés vagy székrekedés. Az aktív szakasz a fogyasztás mennyiségétől is függ, az amfetamin felezési ideje 12 óra. Az aktív időszak után a szervezet fáradtsággal, levertséggel védekezik a kimerültség ellen és igyekszik feltölteni a készleteit, jellemző a szomjúság és az édességek – szénhidrátok – utáni vágy.
Hosszú idejű alkalmazása, vagy túladagolása remegést, nyugtalanságot, álmatlanságot, túlzott reflexérzékenységet okoz. Étvágytalanság, bőrproblémák, legyengült immunrendszer, szociális zavarok a hosszútávú amfetaminfogyasztás negatív hatásai. Az izgalmi szakaszokat depresszió, merevedési zavar követheti.

## Felhasználása
Korábbi felhasználási módjairól a vegyület történeténél már esett szó. Jelenleg a legtöbb országban gyógyszerként már nincs engedélyezve vagy szigorúan ellenőrzött recepthez kötött, drogként való felhasználása (abúzus), terjesztése, előállítása törvénybe ütköző cselekedet.

### Gyógyszerként való használata
Az amfetamint és származékait korábban elterjedten használták étvágycsökkentőként, a narkolepszia, a gyermekkori hiperaktivitás és a depresszió tüneteinek kezelésére. Később felhasználása kiterjedt a tengeribetegség, alacsony vérnyomás valamint nagyon sok más betegség kezelésére is. Adderall (USA) Attentin (Németország) "normál" DL-amfetamin sói 72,7% D és 27,3% L izomerek, Vyvanse (USA) Elvanse (Németország) lizdexamfetamin (lizinhez kötött amfetamin prodrug melyet a máj szabadit fel lassú sebességgel,így az eufóriát okozó hatása alacsonyabb), Desoxyn DL- Metamfetamin (mára csak USA, 1989ig Németországban Pervitin néven), „Dexedrine“, „ProCentra“ und „Zenzedi“  néven más európai tagállamokban is elérhető a 100% D-amfetamin forma.Captagon Fenethylline (teofillinhez kötött amfetamin prodrug melyet a máj szabadít fel aktív vegyületekké,így az eufóriát okozó hatása alacsonyabb) Csehországban és Belgiumban kapható,az európai országokból romló neve miatt kivonták a forgalomból, az arab világban illegálisan elterjedt, kardiovaszkuláris mellékhatásai a legkedvezőbbek, így harci drogként éberség, bátorság fokozására az Iszlám Állam is használta.
Fogyókúrás gyógyszerként az Adipex (fentermin) és a Regenon (amfepramon) tabletta is elterjedtek európában (Magyarországon illegális gyógyszerimporton keresztül) bár modernebb gyógyszerek mégis okoznak valamennyi eufóriát, gyakran túladagolják őket ezért, a környéki idegrendszerre gyakorolt hatásuk súlyosabb és veszélyesebb mivel kevésbé jutnak át a vér agy gáton, az amfepramont az Egyesült Királyságban egyenesen "sírkőnek" csúfolják.
Narkolepszia és ADHD kezelésére Magyarországon kizárólag Ritalint (metilfenidát) használnak az alváslaborok, mivel nagy dózis használata esetén sem vált ki rebound katalepsziát, szemben pl a metamfetaminnal,így ebből a szempontból modernebb szer, kardiovaszkuláris hatásai viszont súlyosabbak.

### Az amfetamin mint drog
Drogként való felhasználása elsősorban nagyfokú és viszonylag hosszú ideig ható élénkítő hatásának köszönhető. (Felezési ideje a szervezetben 7-13 óra, a szervezet nem (vagy csak nagyon lassan) képes lebontani, változatlan formában ürül a vizelettel. Ebből adódóan egyszerű a kimutatása is.)
A tiszta amfetamint nagyon ritkán használják. Elsősorban erősebb hatású származékait (például a metamfetamint), illetve ezen aminoknak a sóit (például amfetamin-szulfát), melyek kristályos, porszerű, tehát jobban kezelhető, tablettásítható anyagok.

## Veszélyek
A szer csökkenti az éhségérzetet, mely hosszabb idő után (a fokozott munkavégzés mellett) a szervezet energiatartalékait teljesen kimerítheti. Ezen felül nagy dózisú használatakor a vérnyomás annyira megnőhet, hogy ez agyvérzéshez is vezethet, ami akár bénulással és halállal is végződhet. Ennek a rizikója nagyobb olyan esetekben, amikor a szert meleg, levegőtlen helyiségben fogyasztják, valamint az egyén fizikailag nagyon aktív (például gyorsan táncol), és a fokozott izzadás mellett túl kevés folyadékot iszik, mely a hiányt pótolhatná. Viszont a túlzott folyadékbevitel túlhidratáltságot válthat ki, amely úgyszintén nem előnyös a fogyasztó számára.
A naponta többször is amfetamin-származékokat használóknál hamar kialakul a tolerancia. A hozzászokási folyamat végén használt adag több százszorosa is lehet a kezdeti dózisnak. Ilyen mennyiségeknél a legtöbben pszichotikussá válnak, mivel az amfetaminok súlyos szorongást, paranoiát, és torzult valóságérzékelést okoznak. Jellemző a hallási és látási hallucinációk (nem létező dolgok hallása és látása), és a mindenhatóság érzése. Ezek a következmények – noha bármely használóban kialakulhatnak – a skizofréniában vagy egyéb pszichiátriai betegségben szenvedőknél súlyosabbak lehetnek. A rendkívül változatos pszichológiai tünetegyüttest amfetaminpszichózisnak nevezik.
A hosszú ideje amfetaminszármazékokat használóknál az agyon kívül más szervek is súlyos elváltozást szenvedhetnek. Ezek leggyakrabban szív-, máj- és veseproblémák.
Nem utolsósorban az anyag tisztasága is meghatározó; nem mindegy, hogy a feketepiacon beszerezhető amfetamin hány százalékos tisztaságú. A kiterjedt előállítói-terjesztői hálózat érdekelt az anyag hígításában, és ezek az anyagok sokszor károsabbak lehetnek (különösen intravénás használatkor), mint maga a hatásért felelős molekula. (Találtak már patkányméregként használt sztrichnint is Ecstasy tablettákban.)
Az amfetaminszedés hirtelen abbamaradása esetén a szer hatásával ellentétes tünetek jelennek meg. A beteg az elvonás után fáradttá, aluszékonnyá válik, mely hatás 2–3 napig tart. Egyeseknél súlyos izgatottság és remegés alakulhat ki. Akik depressziójuk miatt kezdték a szer fogyasztását, a megvonás után fokozottan visszaesnek, és akár öngyilkosságot is megkísérelhetnek, bár néhány napig hiányozhat az ehhez szükséges energia. A krónikus droghasználókat tehát az elvonás idejére mindenképpen kórházi megfigyelés alatt kell tartani. Az elvonási tünetek ugyanis újra a droghoz késztetik nyúlni a beteget.

## Ajánlott irodalom
- Mick Farren: Túlpörögve. Az amfetamin kultúrtörténete; Könyvfakasztó Kiadó; ford. Kálmán Judit, Varga Benjámin; Bp., 2010 ISBN 978-963-87770-7-2
- Amphetamin-típusú stimulánsok: globális áttekintés; ford. Hódosy Annamária, Kiss Attila; Kábítószerügyi Koordinációs Bizottsági, Bp., 1998 (Technikai sorozat. Kábítószerügyi Koordinációs Bizottság)